# Каламос, Джон
Джон Пи́тер Ка́ламос-старший (англ. John Peter Calamos, Sr.; род. 1940, Чикаго, Иллинойс, США) — американский бизнесмен и менеджер фонда взаимных инвестиций. Миллиардер (2,7 млрд, Forbes). Один из самых богатых американских греков. Основатель, председатель совета директоров и глобальный CIO компании «Calamos Investments». Регулярно выступает на телеканалах CNBC, Bloomberg TV и Fox Business, а также пишет статьи в престижных изданиях «Barron’s», «Fortune», «Forbes», «Pensions & Investments», «Financial World», «Nation’s Business» и «The Wall Street Journal», комментируя события в сфере финансов и бизнеса. Лауреат ряда престижных наград и премий в сфере бизнеса. Ветеран войны во Вьетнаме.
Будучи активным деятелем греческой диаспоры, является председателем исполнительного комитета Национального греческого музея (с 2012 года), членом совета директоров некоммерческой организации «The Hellenic Initiative» (с 2013 года), членом Ордена святого апостола Андрея, носит оффикий (титул) архонта Вселенского Патриархата Константинополя (с 2015 года), членом благотворительного фонда «Leadership 100» Греческой Православной Архиепископии Америки, оказывающего поддержку организациям Американской архиепископии в продвижении и развитии греческого православия и эллинизма в США (фонд был создан в 1984 году под эгидой архиепископа Иакова). Почётный доктор (DHum) Греческой православной богословской школы Святого Креста (2018).

## Биография
Родился в семье греческих иммигрантов. Его отец Петрос Каламос иммигрировал в США в 1915 году из небольшой деревни в Триполи (Аркадия, Пелопоннес, Греция). Мать родилась в США, но её родители также являлись иммигрантами из Аркадии. Семья Каламос владела бакалейной лавкой в Чикаго.
Посещал воскресную школу.
Окончил Иллинойсский технологический институт со степенями бакалавра экономики (1963) и магистра делового администрирования в области финансов (1970).
После получения высшего образования, в течение пяти лет служил лётчиком-истребителем в Военно-воздушных силах США. В течение года принимал участие в войне во Вьетнаме, являлся передовым авиационным наводчиком, летал на самолёте B-52. Позднее 12 лет провёл в Командовании резерва ВВС, летал на истребителе A-37. Дослужился до звания майора.
В 1977 году основал компанию «Calamos Asset Management» (сегодня — «Calamos Investments»).
С 2013 года — член совета попечителей Иллинойсского технологического института.
Пожертвовал 2 млн долларов Греческому музею и культурному центру в Чикаго (сегодня — Национальный греческий музей).
В марте 2018 года благодаря финансированию Каламоса и его супруги в Иллинойсском технологическом институте была открыта именная кафедра по философии их имени (John & Mae Calamos Endowed Chair in Philosophy).
Автор книг «Investing in Convertible Securities: Your Complete Guide to the Risks» (1988) и «Convertible Securities: the Latest Instruments, Portfolio Strategies, and Valuation Analysis» (1998).

## Личная жизнь
В браке с супругой Мэй имеет двоих детей. Проживает в Нейпервилле (Иллинойс).
Прихожанин греческой православной церкви.